# 多摩ら・び
多摩ら・び（たまらび）は、多摩信用金庫が企画、多摩らいふ倶楽部が発行するタウン情報誌。

## 概要
1997年6月創刊。かつては隔月刊で偶数月15日発売だったが、現在は季刊となり、1･4･7･10月の1日発売となっている。2014年4月現在の定価は710円（税別）。
東京都多摩地域を紹介する雑誌。市民リポーターが、各号で募集され多摩地域の店や歴史、名所などを取材し、執筆している情報誌である。